# Madzari Solidarnost Skopje
Maillots
Dernière mise à jour : 12 juillet 2020.
Le Fudbalski Klub Madžari Solidarnost Junior Skopje (en macédonien : фудбалски клуб Маџари Солидарност Јуниор Скопје), plus couramment abrégé en Madžari Solidarnost, est un club macédonien de football fondé en 1992 et basé à Skopje, la capitale du pays.

## Historique
- 1992 : fondation du club

## Palmarès
| Compétitions nationales                                                                                  |
| --- |
| - Coupe de Macédoine : - Finaliste : 2004-05. - Championnat de Macédoine D2 : - Vice-champion : 2002-03. |

## Personnalités du club

### Présidents du club
- Velko Ancevski
- Vladimir Zoglev

### Entraîneurs du club
- Zoran Kostevski
- Ismet Prelević